# Diego Corrales
Diego Chico Corrales (Columbia, 25 de agosto de 1977 — Las Vegas, 7 de maio de 2007) foi um boxeador norte-americano, o primeiro a derrotar o pugilista brasileiro Acelino Freitas, o Popó.

## Origem e vida pessoal
Diego Corrales foi um norte-americano filho de imigrantes latinos, pai colombiano e mãe mexicana, criado em um bairro pobre de Sacramento no estado da Califórnia. Corrales teve uma adolescência envolvida com gangues locais, fato que o estimulou a adotar a violência como forma de vida e consequentemente o levou a optar pelo boxe como meio de sustento e realização pessoal. Chegou a presenciar a morte de seu melhor amigo em um tiroteio.
Casou-se pela primeira vez. Divorciou-se e foi preso sob a acusação de agredir sua esposa, cumprindo um ano de detenção em uma prisão estadual da Califórnia. Teve três filhos com três mulheres diferentes.
Conheceu sua segunda esposa Michelle em 1999; casaram-se em 2002, e juntos tiveram dois filhos dos seis de Chico. O filho mais novo do casal nasceu depois de sua morte que ocorreu quando sua esposa estava grávida de sete meses.
Corrales é lembrado por seus amigos e parentes como um garoto temperamental e determinado em enfrentar o perigo, seja por sua carreira de pugilista, ou por seu envolvimento com o vício do álcool, que foi ingerido pelo mesmo no dia de sua morte, em que estava dirigindo embriagado.

## Carreira

### Boxe amador
Ingressou na carreira de pugilista no início da década de 1990, e em 1994 já era o segundo melhor pugilista amador dos Estados Unidos. Um ano depois perdeu o Campeonato Mundial na Alemanha para Marco Rudolph, este na categoria Peso Leve.

### Boxe profissional
Corrales estreou no boxe profissional em 1996, em 1999 conquistou o título da IBF (International Boxing Federation) na categoria Super Pena ao vencer no sétimo assalto por TKO (nocaute técnico) o compatriota Roberto Garcia. No ano de 2000 atingiu a marca de 33 vitórias e nenhuma derrota como profissional. Sua primeira derrota veio no ano de 2001 para Floyd Mayweather, Jr. na luta pelo WBO (World Boxing Organization) categoria Super Pena em luta que foi derrubado 5 vezes, 3 no sétimo assalto e 2 no décimo assalto resultando na vitória do adversário por decisão dos juízes.
Em 2003 foi derrotado por Joel Casamayor no sexto assalto, sendo a luta interrompida devido a um corte no lábio de Corrales. Houve uma revanche em 6 de Março de 2004 valendo o WBO Super Pena, dessa vez saindo vitorioso por decisão dos juízes. 
Corrales vs. Popó
Depois da vitória, por pontos, na primeira revanche contra Joel Casamayor, Chico anunciara sua mudança de categoria, dos Super-Penas para os Pesos Leves tendo como adversário o brasileiro Acelino "Popó" Freitas em luta marcada para 7 de agosto de 2004, na disputa do cinturão dos Pesos-Leves pela WBO, título que Acelino havia conquistado em janeiro do mesmo ano vencendo o pugilista do Uzbequistão, Artur Grigorian. 
O combate se mostrava equilibrado nos seu primeiros cinco assaltos, em que Popó demonstrava momentos de maior agressividade que Corrales proporcionando uma luta muito disputada. Entretanto o cansaço do brasileiro e a envergadura de Chico, 12 centímetros a mais que o adversário, se mostraram em favor do norte-americano que conseguiu, nos rounds seguintes, igualar as ações do combate e derrubar Acelino pela primeira vez no 8.º assalto. Popó foi novamente nocauteado no 9º assalto e advertido pelo árbitro sob a acusação de estar cuspindo o protetor bucal para ganhar tempo e assim recuperar-se de seu desgaste físico.  
A luta alcançava um momento muito desfavorável para Acelino que movimentava-se bastante ao tentar esquivar-se insistentemente de Corrales que aproveitou-se do debilitado adversário e o derrubou pela terceira vez a 1 minuto e 24 segundos do 10º assalto. Popó levantou-se porém pediu ao árbitro principal Michael Ortega para que encerrasse o combate, resultando no nocaute técnico de Chico. Diego Corrales era o novo Campeão dos Pesos-Leves pela WBO (Organização Mundial de Boxe).
Após o combate, em entrevista, Corrales afirmou que se aproveitou da guarda aberta de Popó para vencer o combate. Foi a primeira derrota da carreira profissional do brasileiro. 
Corrales vs. Castillo
Em 7 de Maio de 2005 seu combate com o mexicano José Luis Castillo pelo WBC (World Boxing Council) Super Leve foi considerado o melhor combate do ano, e para muitos o melhor de sua carreira. Corrales e Castillo realizaram um duelo franco durante todo o combate, ambos golpearam-se desde o início da luta, entretanto Castillo sobressaiu-se ao derrubar Corrales no décimo round, este cuspindo seu protetor bucal. Recuperado da queda Corrales voltou para o combate e foi novamente derrubado, mais uma vez cuspindo o protetor bucal para ganhar tempo de recuperação, fato que o levou a ser repreendido pelos árbitros com perda na pontuação do combate. O juiz abriu contagem para o americano em sua segunda queda, porém ele não se rendeu retornando à luta. Apesar de estar debilitado pelos fortes golpes desferidos por Castillo, Corrales cercou o mexicano contra as cordas e desferiu fortes golpes utilizando-se de seu forte punho direito, de maneira que o árbitro Tony Weeks encerrasse o combate e declarasse a vitória do norte-americano por nocaute técnico no décimo round.
Seu primeiro duelo com o mexicano tornou-se famoso no mundo do boxe, devido ao grande poder de recuperação de Corrales logo após ser derrubado duas vezes, alcançando a vitória no mesmo round, poucos momentos após ser quase derrotado.
Em 8 de Outubro de 2005 houve a primeira revanche do famoso duelo. Desta vez Castillo dominou a luta e necessitou apenas de 4 assaltos para nocautear novamente o norte-americano, que desta vez sucumbiu diante do forte adversário. Vitória de Castillo por nocaute no quarto round.  
Foi marcada uma terceira luta, a segunda revanche que terminou por ser cancelada devido a pesagem insatisfatória de Castillo para a realização luta dentro da categoria dos Pesos-Leves. 
Após os combates contra Castillo
Novamente uma revanche atravessava o caminho de Corrales que teria contra o velho conhecido cubano Joel Casamayor o seu terceiro combate de saldo de uma vitória para cada lado, Casamayor havia vencido a primeira luta por nocaute técnico no 6º round, e Chico conseguiu a vitória por pontuação na segunda disputa.
Corrales não conseguiu atingir o peso satisfatório para a luta, perdendo assim o título dos Pesos-Leves pela WBC conquistado no primeiro heróico combate contra Castillo. Caso vencesse seu título ficaria vago.
Repetindo sua luta anterior com Casamayor, o desgastante combate se definiu apenas na pontuação, ao término dos 12 assaltos estabelecidos para o duelo. Desta vez o cubano levou a melhor na pontuação (115-112, 116-111 e 113-114);esses pontos deram o título a Casamayor e sua vantagem de duas vitórias contra uma do norte-americano na rivalidade do combate.
A última luta de Corrales ocorreu no dia 7 de Abril de 2007, exatamente um mês antes de sua morte. Chico teve de esforçar-se para mudar de categoria, de Peso Leve para Meio-Médio, enquadrando-se na pesagem exigida. 
A luta, que ocorreu sem título em disputa, estendeu-se ao limite dos 10 assaltos dominados pelo pugilista de Gana. No nono round Corrales foi derrubado pela primeira vez sofrendo um corte em seu supercilho direito, assim como em lutas anteriores cospe seu protetor bucal para ganhar tempo. No décimo assalto é outra vez derrubado e volta da cuspir o protetor bucal recebendo uma punição em perda de 1 ponto por parar a luta. O duelo termina e Clottey vence por decisão unânime dos árbitros. Foi sua última apresentação em cima dos ringues, que por várias vezes o consagraram como campeão.

## Morte
A sua morte ocorreu no dia 7 de Maio de 2007, exatamente dois anos após sua famosa luta com Castillo. O norte-americano sofreu um acidente de moto na cidade de Las Vegas, no estado de Nevada, onde morava. Corrales estava pilotando sua moto, uma Suzuki GSX-R1000 quando tentou uma ultrapassagem em alta velocidade; esquivando-se de um caminhão a aproximadamente 160 km/h, colidiu em na parte traseira de um terceiro veículo envolvido no acidente, um carro de passeio, resultando no arremesso de seu corpo, que segundo relatórios, voou a uma distância de meio campo de futebol, aproximadamente 50 metros. O laudo de sua morte comprovou também que Corrales havia ingerido três vezes mais da capacidade de álcool permitida por lei para que estivesse apto a dirigir.

## Lista de lutas
- (R): Revanche